# Lana Turner
Lana Turner (Wallace, Idaho, 8. veljače 1921. – Los Angeles, 29. lipnja 1995.) bila je američka filmska i televizijska glumica. Velika holivudska zvijezda za filmski studio Metro-Goldwyn-Mayer tijekom 1940-ih i 1950-ih, Turner je izgradila karijeru na ulogama fatalnih žena u filmovima kao što su Poštar uvijek zvoni dvaput (1946.), The Bad and the Beautiful (1952.) i Gradić Peyton (1957.).
Prvu je filmsku ulogu imala 1937. sa šesnaest godina, a tijekom 54-godišnje karijere pojavila se u 60-ak filmskih i TV naslova. Osim po ulogama, bila je poznata i po burnom životu. Osam se puta udavala (od toga dvaput za Stephena Cranea), imala je brojne ljubavnike, a godine 1958. bila je umiješana u ubojstvo mafijaša Johnnyja Stompanata. Stompanato je bio njezin ljubavnik s kojim je imala burnu vezu, koja je završila na taj način da ga je njezina 14-godišnja kćer Cheryl Crane na smrt ubola nožem, što je kasnije okarakterizirano kao ubojstvo u samoobrani.
Turner je 1970-ih i 1980-ih rijetko glumila, a posljednju je ulogu imala 1991. godine. Umrla je 1995. od raka.

## Vanjske poveznice
- Lana Turner u internetskoj bazi filmova IMDb-u (engl.)
- Lana Turner: Life and Legend  Arhivirana inačica izvorne stranice od 15. siječnja 2013. (Wayback Machine)

### Ostali projekti
|  | Zajednički poslužitelj ima još gradiva o temi Lana Turner |